# Клаус Людвіг
Клаус Людвіг (нім. Klaus Ludwig; 5 жовтня 1949, Бонн, Західна Німеччина) — німецький автогонщик, що виступав в класі кузовних автомобілів та спортпрототипів. Завдяки успішним виступам в чемпіонаті ДРМ вболівальники називали його «Король Людвіг».  

## Кар'єра

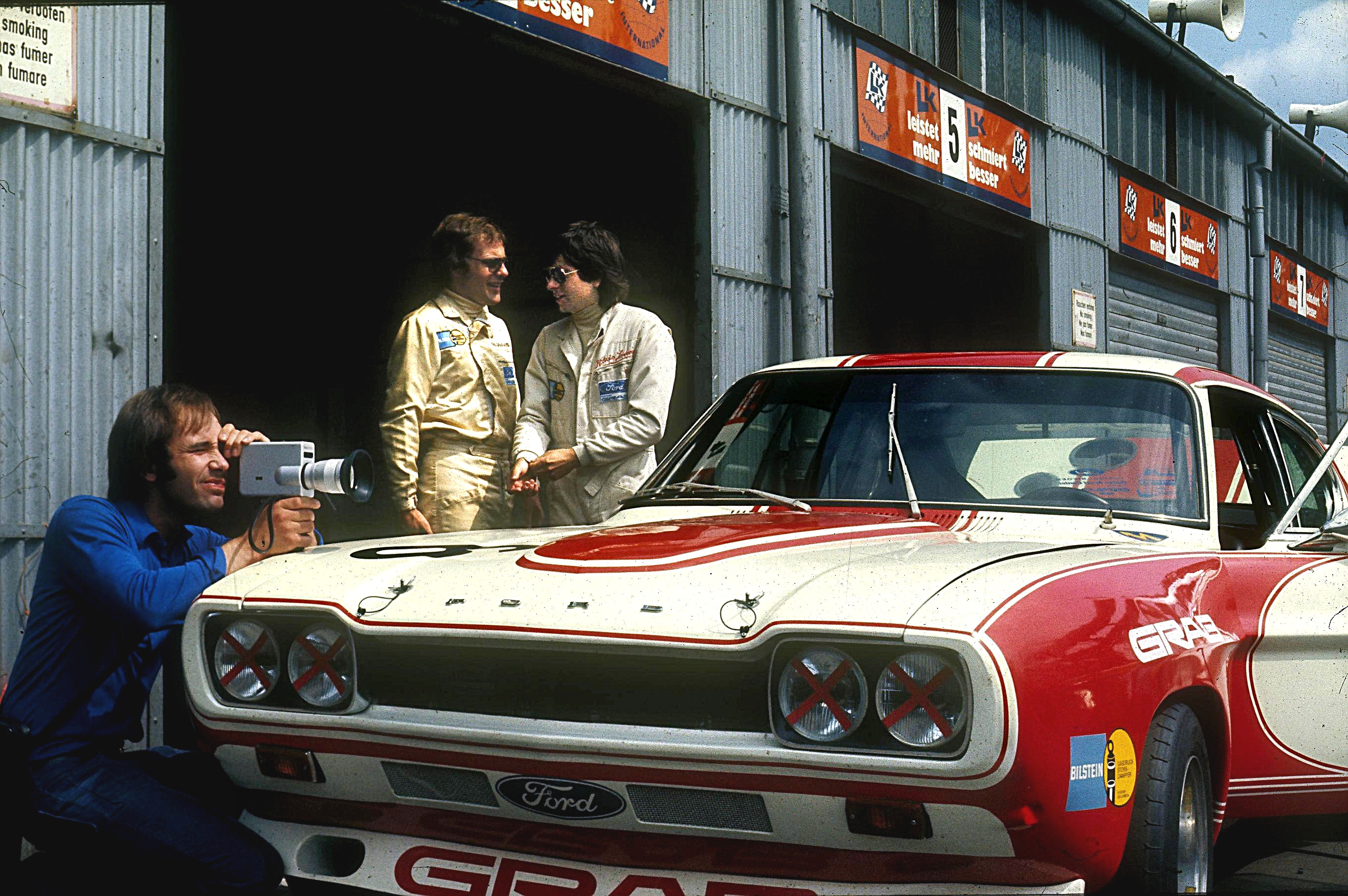
Клаус Людвіг на трасі Нюрбергринг, 1973 рік

Людвіг почав кар'єру в 1970-х роках в класі туристичних автомобілів в німецькому чемпіонаті ДРМ, за кермом Форд. За підсумками сезонів 1975 і 1976  він зайняв друге місце. В 1979 році Людвіг завоював чемпіонський титул за кермом Кремер-Porsche-935. На цьому ж автомобілі, який побудований на шасі Porsche 911 Turbo, він також виграв 24-годинну гонку в Ле-Мані — у впертій боротьбі на дощовій трасі він переміг суперників на потужніших спорт прототипах Порше 936. В 1981 році він знову завоював титул, цього разу за кермом Форд Капрі Турбо.

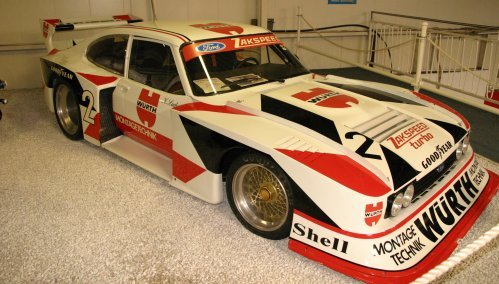
Форд Капрі Клауса Людвіга, 1981 року Group 5 Zakspeed

У 1980-х він взяв участь у гонках на витривалість в Ле-Мані, керуючи  Porsche 956 у 1984 і Porsche 962 C у 1985 році, вигравши обидва рази, цього разу за команду Joest Racing. Тим не менш, після загибелі Манфреда Вінкельхока і Стефана Белофа він заявив про  небезпеку цих перегонів, і перейшов до німецького чемпіонату кузовних автомобілів, ДТМ, який утворився після зміни технічного регламенту ДРМ. Дебют Людвіга у ДТМ відбувся у гонці на трасі Діпхольц 1985 року, тоді він зайняв 13 місце в першій гонці і перше місце в другій гонці, за кермом Ford Sierra XR4 Ti. Наступні три гонки Клаус Людвіг завершив переможцем. В 1987 році відбувся дебют у WTCC, за підсумками сезону Людвіг став віце-чемпіоном, поступившись лише одним балом чемпіону Роберто Равальї. В 1988 році він став чемпіоном ДТМ із Ford Sierra Cosworth. У 1989 році Король Клаус потрапив до серйозної аварії на Нюрбургринзі, коли його автомобіль протаранив на високій швидкості Армін Хан, внаслідок чого Клаус зламав руку. Ця аварія вважається найстрашнішою в історії ДТМ

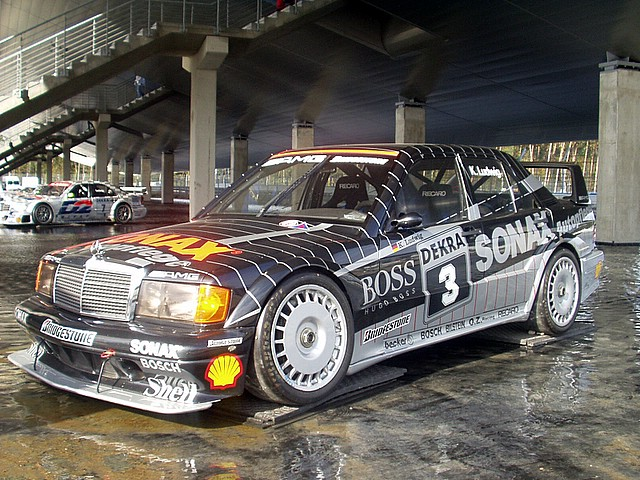
1992: Мерседес 190Е, за кермом якого Клаус Людвіг Завоював титул чемпіона ДТМ 1992 року

1992 рік приніс черговий титул — тепер вже за команду Мерседес і в 1994 році, вже втретє він стає чемпіоном ДТМ. До 2003 року, коли Бернд Шнайдер завоював четвертий титул, Клаус Людвіг був найтитулованішим  гонщиком ДТМ. Після того, як DTM припинив своє існування, Клаус продовжив виступати в чемпіонаті FIA GT, і у 1998 році, виступаючи за команду Mercedes-AMG разом із Берндом Шнайдером він знову став чемпіоном.

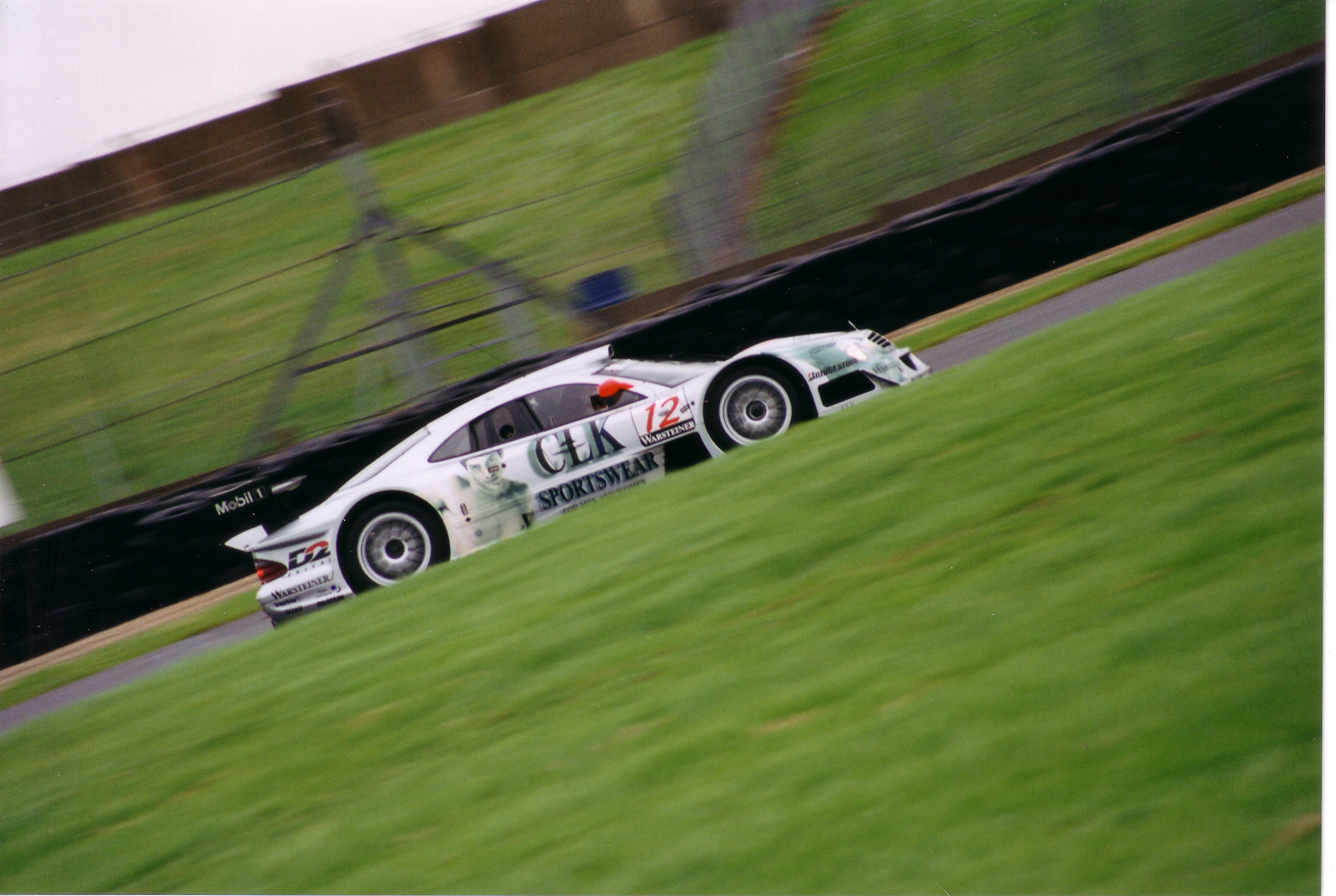
1997: Людвіг на трасі Донінгтон, автомобіль Mercedes-Benz CLK GTR

Наступного року він взяв участь за команду Zakspeed у перегонах 24години Нюрбургринга, керуючи Chrysler Viper GTS-R, і переміг. Не в останню чергу, він був прозваний «королем Північної петлі», завдяки його успіхам на цьому легендарному треку. 
У 2000 році він взяв участь у першому сезоні нового DTM. Там він виграв у віці 50 років, і є зараз найстарішим переможцем гонки DTM. Ще раз в цьому сезоні він фінішував третім і у загальному заліку посів 3 місце.
Час від часу він бере  участь у кільцевих перегонах — 2004, 2005 і 2006 роках, він виступав за команду Jürgen Alzen Motorsport разом з Уве Альценом в 24-годинній гонці на Північній петлі Нюрбургрингу на Porsche 996 GT2 Bi-Turbo (2004-2005) і Porsche 997 (2006 ). У 2007 році він виступав на Aston Martin DBRS9.
У сезонах з 2001 по 2006 рік Клаус Людвіг працював коментатором ДТМ на німецькому телеканалі ARD. У віці 60 років він офіційно оголосив про завершення своєї гоночної кар'єри.
Загалом Клаус Людвіг має 6 чемпіонських титули, а також є переможцем семи багаточасових перегонів на витривалість.

## Титули
- Переможець 24 години Ле-Мана: 1979, 1984, 1985
- Переможець 24-години Нюрбергрингу: 1982, 1987, 1999
- FIA GT-Чемпіон: 1998
- DTM-Чемпіон: 1988, 1992, 1994
- DRM-Чемпіон: 1979, 1981